# ميخائيل دانتي
ميخائيل دانتي (بالإنجليزية: Michael Dante)‏ هو مقدم برامج إذاعية ولاعب كرة قاعدة وممثل أمريكي، ولد في 2 سبتمبر 1931 في الولايات المتحدة.

## وصلات خارجية
- ميخائيل دانتي على موقع IMDb (الإنجليزية)
- ميخائيل دانتي على موقع تيرنر كلاسيك موفيز (الإنجليزية)
- ميخائيل دانتي على موقع قاعدة بيانات الفيلم (الإنجليزية)